# Національний фонд досліджень України
Національний фонд досліджень України — державний цільовий фонд, метою якого є надання грантів для підтримки наукових досліджень і розробок.

## Законодавчий статус
Статус фонду чітко окреслений статтею 49 Закону України «Про наукову і науково-технічну діяльність».

## Історія створення
Створений рішенням Уряду України 4 липня 2018 року.

## Основні напрямки діяльності
- безпосередньо виконання наукових досліджень та розробок;
- сприяння науковій співпраці, науковій мобільності, зокрема наукове стажування наукових працівників, у тому числі й за кордоном;
- розвиток матеріально-технічної бази наукових досліджень і розробок;
- розвиток дослідницької інфраструктури;
- підтримка проектів молодих вчених;
- популяризація науки.

## Управління фондом
Рішенням уряду визначено, що функцію наглядової ради фонду виконуватиме Науковий комітет Національної ради України з питань розвитку науки і технологій.
Поточну діяльність фонду забезпечує виконавчий директор.

## Керівництво
- Голова фонду — Вільчинський Станіслав Йосипович[5]
- Виконавчий директор — Полоцька Ольга Олександрівна[6]
- Заступник виконавчого директора — Воронін Віктор Миколайович[7]